# Teppanyaki
Teppanyaki (鉄板焼き) är en form av japansk matlagning. Teppan (鉄板) betyder "järnplatta" och yaki (焼き) betyder "steka" eller "grilla", och enkelt uttryckt är teppanyaki alla maträtter som tillreds på en järnplatta. När den tillreds i hemmet sker det dock vanligtvis med en särskild elektrisk stekpanna som också den kallas för teppanyaki.
Okonomiyaki är en form av teppanyaki.